# 调乃家窑址
调乃家窑址，位于中国广东省湛江市雷州市杨家镇调乃家村，为湛江市雷州市的一个市级文物保护单位，类型为古遗址，公布时间为1992年12月9日。
调乃家窑址的历史年代为宋、元。